# Upe Atosu
Upe Atosu (née le 21 avril 1993) est une joueuse nigériane de basket-ball, au poste d'arrière. Elle est membre de l'équipe du Nigeria de basket-ball féminin et a participé aux championnats d’Afrique de basket-ball féminin en 2013, 2015 et 2017,.

## Carrière
- 2016-17 :  First Bank

## Palmarès
- Médaille d'argent aux Jeux africains de 2015
- Médaille de bronze au championnat d'Afrique 2015
- Médaille d'or au championnat d'Afrique 2017